# Ronald Valladares
Ronald Fernando Valladares Vergara (* 7. Oktober 1987 in Concepción) ist ein ehemaliger chilenischer Fußballspieler. Der Torwart wurde mit der U20-Nationalmannschaft Dritter der Weltmeisterschaft 2007.

## Karriere

### Verein
Ronald Valladares begann seine Profikarriere 2006 bei Fernández Vial in der Segunda División, wo auch U20-Nationaltrainer José Sulantay auf ihn aufmerksam wurde. Nach einer Leihe im ersten Halbjahr 2008 zu Deportes Iquique, wo er nicht zum Einsatz kam, kehrte der Torwart zu Fernández Vial zurück, das in die Tercera División abgestiegen war. 2009 wechselte Valladares in seine Heimatstadt zu Deportes Concepción, wo er zwei Jahre blieb und anschließend keinen neuen Verein finden konnte.

### Nationalmannschaft
Valladares stand im Kader der chilenischen U20-Nationalmannschaft bei der Junioren-Fußballweltmeisterschaft 2007 in Kanada. Als dritter Torhüter im Team kam er beim Turnierdritten allerdings nicht zum Einsatz.

## Sonstiges
Valladares wurde im August 2018 in einem Supermarkt in Cauquenes wegen versuchten Raubes verhaftet. Zuvor hatte er bereits einige Straftaten in Verbindung mit Raub begangen. Im Mai 2020 wurde er in Frankreich wegen bandenmäßigen Diebstahls erneut festgenommen.